# Margit Auer

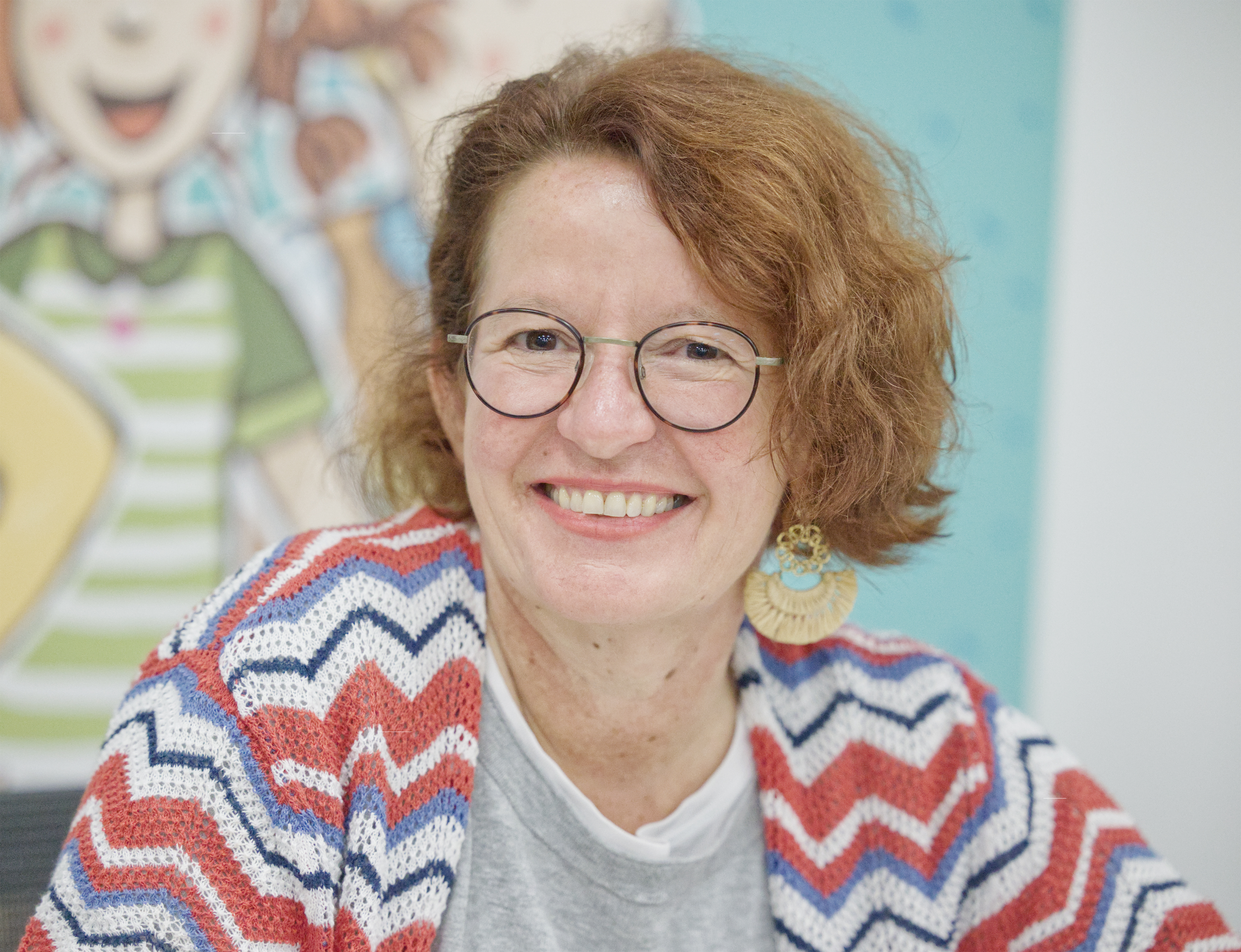
Margit Auer (2023)

Margit Auer (* 23. Februar 1967 in Mühldorf am Inn) ist eine deutsche Schriftstellerin, deren Kinderromane mit einer Gesamtauflage von 10 Millionen in über 25 Sprachen übersetzt wurden.

## Leben
Auer wuchs in Waldkraiburg mit zwei älteren Brüdern auf. Sie machte 1986 am Ruperti-Gymnasium in Mühldorf ihr Abitur. Ihr Studium in Eichstätt schloss sie 1992 als Diplom-Journalistin ab. Auer arbeitete anschließend als Redakteurin und Reporterin bei verschiedenen Tageszeitungen in Bayern. 1997 eröffnete sie ein Redaktionsbüro. Sie schrieb unter anderem für die Süddeutsche Zeitung und die Deutsche Presseagentur.
Nach der Geburt ihrer Kinder begann Auer, Kinderbücher zu schreiben. Ihr erstes Buch hieß Verschwörung am Limes und erschien 2010. Die Reihe Die Schule der magischen Tiere startete 2013 mit den beiden Titeln Die Schule der magischen Tiere und Die Schule der magischen Tiere: Voller Löcher! Band 1 landete auf der Spiegel-Bestsellerliste Kinderbuch. Auch die Nachfolgebände erreichten Spitzenplätze auf Bestsellerlisten. Die Gesamtauflage der Reihe liegt bei über 10 Millionen verkaufter Exemplare. Für die Stiftung Lesen erstellte die Autorin im Rahmen der Aktion „Lesestart - Drei Meilensteine für das Lesen“ eine Sonderausgabe des ersten Bandes für Erstleser. Dieser Titel wurde in einer Auflage von 450 000 Stück an Schulklassen in Berlin, Brandenburg, Mecklenburg-Vorpommern, Sachsen, Sachsen-Anhalt und Thüringen verteilt. Weitere 55 000 Exemplare gingen 2021 an Erstklässler in Hessen.
Zu den Münchner Turmschreibern wurde sie 2018 berufen.
Im März 2019 wurde sie mit dem Kinderbuchpreis Heidelberger Leander 2019 ausgezeichnet. Im Mai 2022 erhielt sie den Siegener Preis für Erstleseliteratur (Spell-Preis). Von November 2019 bis März 2023 war Margit Auer als wöchentliche Kolumnistin für das „Familientrio“ der Süddeutschen Zeitung tätig, wo sie gemeinsam mit Collien Ulmen-Fernandes und Herbert Renz-Polster Erziehungsfragen beantwortete. Auf der Spiegel-Jahresbestsellerliste Kinderbuch 2022 belegten Bücher von Margit Auer acht der zehn Top-Ten-Plätze. Im Jahr 2023 waren sechs Bücher in der Top-Ten-Liste vertreten. In der Spiegel-Jahresbestsellerliste Kinderbuch 2024 standen drei Titel von Margit Auer auf der Top-Ten-Liste.  
Margit Auer ist mit dem Journalisten und Krimiautor Richard Auer verheiratet. Das Ehepaar hat drei Söhne.

## Veröffentlichungen
- Verschwörung am Limes, Emons, Köln, 2010, ISBN 978-3-89705-689-3
- Die vergessenen Spiele: Augsburg in der Römerzeit, Emons, Köln, 2011, ISBN 978-3-89705-819-4
- Der römische Geheimbund: ein Krimi aus dem Alten Rom, Emons, Köln, 2012, ISBN 978-3-89705-959-7
- Trubel auf Burg Drachenstein: Vorlesegeschichten, Ravensburger Buchverlag, Ravensburg, 2014, ISBN 978-3-473-36870-9
- Die Butterbrotbande und weitere Abenteuergeschichten, Carlsen, Hamburg, 2014, ISBN 978-3-551-22123-0
- Prinzessin Himmelblau, Stuttgart, 2016, ISBN 978-3-480-23311-3
- Die schönsten Vorlesegeschichten für kleine Helden, Carlsen, Hamburg, 2019, ISBN 978-3-551-51095-2
- Verflixt verhext
  - Besuch um Mitternacht, cbj, München, 2014, ISBN 978-3-570-15860-9
  - Ausflug ins Hexendorf, cbj, München, 2014, ISBN 978-3-570-15923-1
  - Party im Mondschein, cbj, München, 2015, ISBN 978-3-570-15988-0
- Lenni im Weihnachtsglück, Carlsen, Hamburg 2020, ISBN 978-3-551-51840-8
- Amelie kommt in die Feenschule, Carlsen, Hamburg 2024, ISBN 978-3-551-51840-8
- Die Schule der magischen Tiere
  - 1. Die Schule der magischen Tiere, Carlsen, Hamburg, 2013, ISBN 978-3-551-65271-3
  - 2. Voller Löcher!. Carlsen, Hamburg, 2013, ISBN 978-3-551-65272-0
  - 3. Licht aus!. Carlsen, Hamburg, 2013, ISBN 978-3-551-65273-7
  - 4. Abgefahren!. Carlsen, Hamburg, 2014, ISBN 978-3-551-65274-4
  - 5. Top oder Flop!, Carlsen, Hamburg, 2014, ISBN 978-3-551-65275-1
  - 6. Nass und nasser!, Carlsen, Hamburg, 2015, ISBN 978-3-551-65276-8
  - 7. Wo ist Mr. M?, Carlsen, Hamburg, 2015, ISBN 978-3-551-65277-5
  - 8: Voll verknallt!, Carlsen, Hamburg, 2016, ISBN 978-3-551-65278-2
  - 9: Versteinert!, Carlsen, Hamburg, 2017, ISBN 978-3-551-65279-9
  - 10: Hin und weg!, Carlsen, Hamburg, 2018, ISBN 978-3-551-65280-5
  - 11: Wilder, wilder Wald!, Carlsen, Hamburg, 2020, ISBN 978-3-551-65361-1
  - 12: Voll das Chaos!, Carlsen, Hamburg, 2021, ISBN 978-3-551-65362-8
  - 13: Bravo, bravissimo!, Carlsen, Hamburg, 2022, ISBN 978-3-551-65363-5
  - 14: Ach du Schreck!, Carlsen, Hamburg, 2023, ISBN 978-3-551-65364-2
  - 15: Vierundzwanzig!, Carlsen, Hamburg, 2024, ISBN 978-3-551-65365-9

Die Schule der magischen Tiere – Endlich Ferien
- - 1. Rabbat und Ida, Carlsen, Hamburg, 2016, ISBN 978-3-551-65331-4
  - 2. Silas und Rick, Carlsen, Hamburg, 2017, ISBN 978-3-551-65332-1
  - 3. Henry und Leander, Carlsen, Hamburg, 2018, ISBN 978-3-551-65333-8
  - 4: Helene und Karajan, Carlsen Hamburg, 2019, ISBN 978-3-551-65334-5
  - 5: Benni und Henrietta, Carlsen Hamburg, 2020, ISBN 978-3-551-65335-2.
  - 6: Hatice und Mette-Maja, Carlsen Hamburg, 2021, ISBN 978-3-551-65336-9.
  - 7: Max und Muriel, Carlsen Hamburg, 2022, ISBN 978-3-551-65337-6.
  - 8: Franka und Cooper, Carlsen Hamburg, 2023, ISBN 978-3-551-65338-3.
  - 9: Elisa und Silber, Carlsen Hamburg, 2024, ISBN 978-3-551-65339-0.

- Die Schule der magischen Tiere – Sonderband
  - 1. Eingeschneit! Ein Winterabenteuer, Carlsen, Hamburg, 2019, ISBN 978-3-551-65046-7
- Die Schule der magischen Tiere ermittelt
  - 1. Der grüne Glibberbrief, Carlsen, Hamburg, 2020, ISBN 978-3-551-65591-2
  - 2. Der Hausschuh-Dieb, Carlsen, Hamburg, 2020, ISBN 978-3-551-65592-9
  - 3. Der Kokosnuss-Klau, Carlsen, Hamburg, 2021, ISBN 978-3-551-65593-6
  - 4. Der Flötenschreck, Carlsen, Hamburg, 2022, ISBN 978-3-551-65594-3
  - 5. Der Gurkenschurke, Carlsen, Hamburg, 2023, ISBN 978-3-551-65595-0
  - 6. Die Plätzchenfalle, Carlsen, Hamburg, 2023, ISBN 978-3-551-65596-7

## Theateradaptionen
2017 wurde Die Schule der magischen Tiere am Kolibri-Theater in Budapest in ungarischer Sprache uraufgeführt.
Seit Oktober 2021 wird Die Schule der magischen Tiere am Jungen Theater Bonn aufgeführt. Beide Häuser starten mit dem Stück Die Schule der magischen Tiere – Voller Löcher in die Saison 2024/2025.

## Verfilmungen
Die Filmrechte zur Buchreihe der Schule der magischen Tiere wurden 2014 an die Berliner Filmproduktionsfirma Kordes & Kordes vergeben, nachdem die Produzentin Meike Kordes im Sommer 2013 auf den ersten Band aufmerksam geworden war. Ein Jahr später trafen sich die beiden Produzentinnen Alexandra und Meike Kordes mit Verlagsleuten und der Autorin, um über die Filmrechte zu verhandeln.
Die Dreharbeiten begannen im September 2019 auf Schloss Grafenegg in Niederösterreich. Weitere Drehorte waren München und Köln. Das Drehbuch schrieb Viola M. J. Schmidt. Mit der Regie wurde Gregor Schnitzler beauftragt. Das Budget liegt bei 9,5 Millionen Euro.
Die Hauptrollen der Erwachsenen wurden vergeben an Nadja Uhl (Mary Cornfield), Milan Peschel (Mortimer Morrison), Justus von Dohnányi (Heribert Siegmann), Heiko Pinkowski (Willi Wondraschek) und Marleen Lohse (Elvira Kronenberg). Die Hauptrollen der Kinder wurden vergeben an Emilia Maier (Ida Kronenberg), Leonard Conrads (Benni Schubert), Loris Sichrovsky (Jo Wieland) und Emilia Pieske (Helene May). Für das Kinder-Casting hatten sich über 3.500 Mädchen und Jungen beworben. Die Tierstimmen sprechen Katharina Thalbach (Schildkröte Henrietta), Max von der Groeben (Fuchs Rabbat) und Sophie Rois (Elster Pinkie).
Mit 1,5 Millionen Zuschauern im Jahr 2021 ist „Die Schule der magischen Tiere“ der besucherstärkste deutsche Film des Jahres 2021. Am 14. Oktober 2022 gab die Verleihfirma Leonine bekannt, dass der Film in den Ländern Deutschland, Österreich und der Schweiz die Zwei-Millionen-Zuschauer-Marke überschritten hatte.
2021 wurden die Dreharbeiten für den zweiten Teil der Filmreihe beendet. Er startete am 29. September 2022 in den Kinos von Deutschland und Österreich. Die Besuchermillion bei „Die Schule der magischen Tiere 2“ war bereits nach zwei Wochen erreicht. Der dritte Teil der Filmreihe kam am 26. September 2024 in die Kinos. Filmstart für den vierten Teil ist der 25. September 2025. 